# Gina Gogean
Gina Gogean (n. 9 septembrie 1977, Câmpuri, România) este o gimnastă română de talie mondială, retrasă actualmente din activitatea competițională, laureată cu medalii de argint și de bronz la Jocurile Olimpice da la Barcelona 1992 și Atlanta 1996. 
A obținut 30 de medalii, dintre care 14 de aur, cinci medalii la Jocurile Olimpice, 15 medalii la Campionate Mondiale și 10 medalii la Campionate Europene.
În anul 2000, i s-a conferit Crucea Națională „Serviciul Credincios” clasa I. În 2004 a fost decorată cu Ordinul „Meritul Sportiv” clasa I și cu Ordinul „Meritul Sportiv” clasa a II-a cu două barete.